# كيلابي العظيم (فلم)
كيلابي العظيم(بالبرتغالية: O Grande Kilapy) هو فيلم درامي كوميدي صدر عام 2012 من إخراج زيزي جامبوا. الفيلمُ من إنتاجٍ دولي مشتركٍ بين شركاتٍ في أنغولا والبرازيل والبرتغال.

## القصّة
جواو فراجا هو شاب أنغولي من عائلة غنية من الفترة الاستعمارية. يُريد الشاب الأنغولي أن يعيش حياته ويمرح مع الأصدقاء وينفق أمواله، وعلى الرغم من أنه المدير التنفيذي الأول لبنك أنغولا الوطني، إلا أنه يُحوِّل الأموال الخاصة بالمؤسسة ويوزع الأموال على الزملاء والنشطاء من أجل تحرير أنغولا، وهو ما يتسبب له في عدّة مشاكل بما في ذلك السَّجن ولكنه يُصبح في الوقت ذاته شخصًا محبوبًا وبطلًا محليًا يُشجّعه الكل.